# 游金輅
游金輅為中國清朝武官官員，莆田秀屿人（一作湖南辰溪人）本籍湖南。1761年（乾隆26年）奉旨接任裴鏡擔任台灣鎮總兵。是台灣清治時期此期間，受台灣道制約的台灣地區最高軍事首長。1763年，被閩浙總督參「貪瀆不職」而被革職。
其墓在莆田市东海镇。
| 前任： 裴鏡 | 台灣鎮總兵 1761年上任 | 繼任： 楊瑞 |